# Atra-Hasis
Atra-Hasis là thiên sử thi Akkad vào thế kỉ 18 TCN, được ghi lại trên phiến đất sét với nhiều phiên bản khác nhau. Nó được đặt tên theo nhân vật chính Atrahasis, có nghĩa là "Cực kỳ Thông thái". Các phiến đất sét Atra-Hasis bao gồm một huyền thoại sáng tạo và một câu chuyện Đại hồng thủy, một trong ba câu chuyện về Người sống sót còn sót lại của Babylon. Cái tên "Atra-Hasis" cũng xuất hiện trên một trong các Danh sách vua Sumer với tư cách là vua của Shuruppak trong khoảng thời gian trước trận lụt.

## Lịch sử
Phiên bản lâu đời nhất được biết đến của thần thoại về Atrahasis có thể có từ triều đại của Am-mi-Saduqa (1646-1626 trước Công nguyên), chắt của Hammurabi, nhưng cũng có nhiều mảnh vỡ khác từ thời Cựu Babylon; nó tiếp tục được sao chép vào thiên niên kỷ đầu tiên trước Công nguyên. Câu chuyện Atrahasis cũng xuất hiện trong các mảnh vỡ phiến đất sét tiếng Assyria, được tìm thấy trong Thư viện của Ashurbanipal, nhưng trong tình trạng hư hại và chữ viết mơ hồ nên rất khó giải mã hoàn chỉnh và chắc chắn. Các mảnh vỡ đã được lắp ghép và phiên dịch lần đầu bởi George Smith, với tên là Phiên bản Sáng thế kí của người Chaldea; tên của người anh hùng được sửa thành Atra-Hasis bởi Heinrich Zimmern vào năm 1899.
Năm 1965, Wilfred G. Lambert và A.R. Millard  xuất bản nhiều văn bản bổ sung thuộc về sử thi, bao gồm một bản sao Cựu Babylon (viết vào khoảng năm 1650 trước Công nguyên), đây là bản ghi chép hoàn chỉnh nhất của câu chuyện. Những văn bản mới này làm tăng đáng kể hiểu biết về sử thi và là cơ sở cho bản dịch tiếng Anh đầu tiên của Lambert và Millard về sử thi Atrahasis.
Trong phiên bản hoàn chỉnh nhất còn tồn tại, sử thi Atrahasis được ghi lại trên ba phiên đất sét bằng tiếng Akkad, ngôn ngữ của Babylon cổ đại.

## Tóm tắt

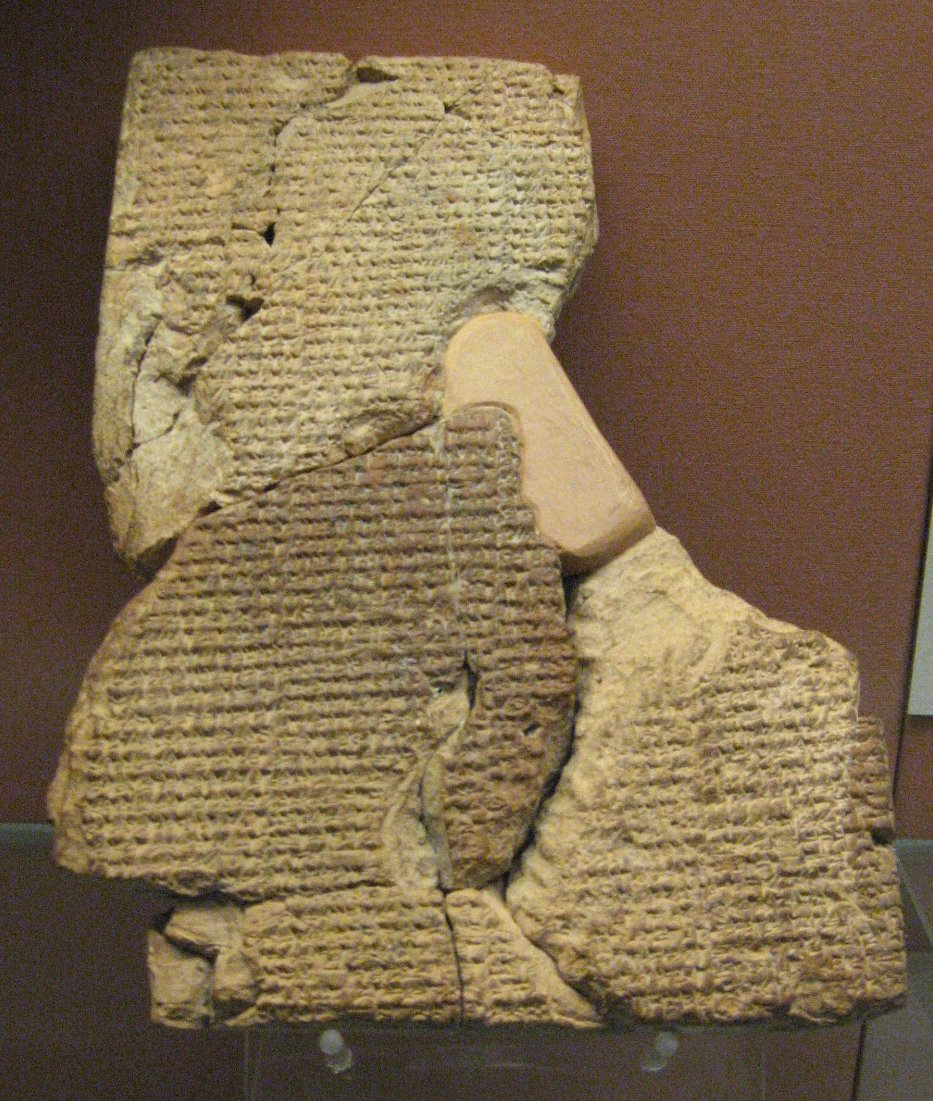
Phiến đất sét chữ hình nêm ghi lại sử thi Atra-Hasis trong Bảo tàng Anh

Phiến I bao gồm huyền thoại sáng tạo về các vị thần Sumer: Anu, Enlil và Enki, các vị thần của bầu trời, gió và nước. Bầu trời được cai quản bởi Anu, trái đất bởi Enlil và biển nước ngọt của Enki. Enlil giao cho các vị thần phía dưới thực hiện các công việc trang trại và trông nom sông suối kênh rạch, nhưng sau bốn mươi năm, các vị thần hoặc dingir nhỏ hơn nổi loạn và cự tuyệt làm những công việc vất vả. Thay vì trừng phạt những kẻ nổi loạn, thần Enki thông thái, đã đề nghị tạo ra con người để làm thay việc cho các vị thần. Mẫu thần Mami được giao nhiệm vụ tạo ra con người bằng nặn các bức tượng từ đất sét trộn với máu thịt của vị thần bị hiến tế Geshtu-E, "một vị thần có trí tuệ" (tên của ông có nghĩa là "tai" hoặc "trí khôn"). Tất cả các vị thần lần lượt nhổ bọt lên các bức tượng đất sét. Sau 10 tháng, một tử cung được chế tạo đặc biệt mở ra và con người ra đời. Phiến I tiếp tục với những truyền thuyết về dân số quá đông đúc và bệnh dịch. Atrahasis được nhắc đến ở phần cuối của Phiến I.
Phiến đất sét II bắt đầu với sự gia tăng số lượng quá mức của loài người, khiến cho Enlil giận dữ giáng xuống nạn đói và hạn hán với chu kì lặp lại 1200 năm để giảm bớt dân số. Trong sử thi này, Enlil được thể hiện là một vị thần tàn ác, thất thường trong khi Enki là một vị thần tốt bụng, hay giúp đỡ, có thể là do các tư tế của Enki là người đã viết và sao chép câu chuyện. Phiến II hầu hết bị hư hại, nhưng kết thúc với việc Enlil quyết định tiêu diệt loài người với trận lụt và Enki bị buộc phải thề sẽ giữ bí mật về kế hoạch.
Phiến III của sử thi Atrahasis là về câu chuyện lũ lụt. Đây là phần đã được kể lại trong phiến XI của Sử thi Gilgamesh. Phiến III kể về cách thần Enki cảnh báo người anh hùng Atrahasis ("Cực kỳ Thông thái") của thành Shuruppak, thông qua một bức tường lau sậy (gợi ý về một nhà tiên tri), chỉ dẫn anh dỡ ngôi nhà ra và đóng một chiếc thuyết lớn để thoát khỏi trận lụt sắp tới. Chiếc thuyền phải có mái che "như Apsu" (vùng biển nước ngầm do thần Enki cai quản), boong trên và hầm, được trát kín bằng hắc ín. Atrahasis lên thuyền với gia đình và các loài động vật rồi bịt cửa lại. Cơn bão và lũ bắt đầu. Ngay cả các vị thần cũng sợ hãi. Trong phiến III phần iv, các dòng 7-9 từ "sông" và "bờ sông" được sử dụng, có lẽ là chỉ sông Euphrates, bởi vì Atrahasis được liệt kê trong Danh sách vua Sumer (WB-62) là người trị vì Shuruppak bên sông Euphrates.
Sau bảy ngày, trận lụt kết thúc và Atrahasis dâng lên những vật hiến tế cho các vị thần. Enlil tức giận vì Enki đã vi phạm lời thề của mình. Nhưng Enki phủ nhận việc vi phạm lời thề và tranh luận: "Tôi chỉ muốn đảm bảo cuộc sống sẽ được duy trì". Enki và Enlil đồng ý dùng các phương pháp khác để kiểm soát dân số loài người.

## Các phiên bản khác nhau của Atrahasis
Trong các phiên bản sau của câu chuyện về trận lụt, có trong Sử thi Gilgamesh và Câu chuyện lũ lụt Sumer, người anh hùng không được đặt tên là Atrahasis. Trong Gilgamesh, tên của anh hùng lũ lụt là Utnapishtim, được cho là con trai của Ubara-Tutu, vua của Shuruppak. Theo Gilgamesh bản tiêu chuẩn phiến XI, "Gilgamesh nói với Utnapishtim Xa xôi... Hỡi người đàn ông của Shuruppak, con trai của Ubara-Tutu." Trong Câu chuyện lũ lụt Sumer, được ghi lại lần đầu tiên vào thế kỷ 17 trước Công nguyên (Đế chế Cựu Babylon), người anh hùng tên là Ziusudra, người cũng xuất hiện trong Chỉ thị của Shuruppak với tư cách là con trai của Shuruppak, người được gọi là con trai của Ubara-Tutu.